# ブリュノ・ヌゴッティ
ブリュノ・ヌゴッティ（Bruno N'Gotty、1971年6月10日 - ）は、フランス出身のサッカー選手。DF。

## 経歴
カメルーン系フランス人のヌゴッティは、1988年に地元のオリンピック・リヨンでプロとしてのキャリアをスタートさせた。1994年にフランス代表に初選出され、1995年からはパリ・サンジェルマンFCでプレイ。有名なオランダ人DFにたとえられ、クーマン・ノワール（Koeman Noir＝黒いクーマン）と呼ばれた。
1998年からはACミランやACヴェネツィア、オリンピック・マルセイユを転々とした後、2002年1月にサム・アラーダイス監督の「再生工場」ボルトン・ワンダラーズFCに移籍。ここで輝きを取り戻したヌゴッティは、サポーター投票による2004/05シーズンの最優秀選手に選ばれるなど、ボルトン守備陣に欠かせない存在となった。
だが、チームの若返りを図るアラーダイス監督の判断により2006/07シーズンの契約延長は行われず、バーミンガム・シティFCへと移籍した。2007年からはレスター・シティでプレーする。

## 所属クラブ
- オリンピック・リヨン 1988-1995
- パリ・サンジェルマン 1995-1998
- ACミラン 1998-1999
- ACヴェネツィア 1999-2000
- オリンピック・マルセイユ 2000-2001
- ボルトン・ワンダラーズFC 2002-2006
- バーミンガム・シティFC 2006-2007
- レスター・シティFC 2007-2009

→ ヘレフォード・ユナイテッドFC 2008(loan)

## 代表歴
- フランス代表（6試合0得点）1994、1997